# 池田亀鑑
池田 亀鑑（いけだ きかん、明治29年〈1896年〉12月9日 - 昭和31年〈1956年〉12月19日）は、日本の国文学者。号は桃園(とうえん)。平安文学専攻で、特に『源氏物語』の研究（源氏学）で知られる。1948年（昭和23年）、学位論文『古典の批判的処置に関する研究』により、論文博士(東京大学)。兼任で多くの学校で教壇に立った。
名前の読みについて、一般には「きかん」とされているが、「かめのり」とする資料もある。

## 経歴
1896年（明治29年）、鳥取県日野郡福成村（現・日南町）で、宏文（父）と母・とら（母）の間に生まれる。1916年（大正5年）に鳥取師範学校を卒業し、溝口尋常高等小学校訓導。その後、上京して東京高等師範学校で学ぶ。1922年（大正11年）に同校を卒業し、女子学習院助教授となる。同年秋、東京帝国大学本科入学資格試験に合格し、在職1年で退職して同大学入学、1926年（大正15年）に同大学国文科卒業。卒業後は同大学副手。1934年（昭和9年）に助教授に昇進。太平洋戦争後の1948年（昭和23年）、東京帝国大学から改称された東京大学に『古典の批判的処置に関する研究』を提出して文学博士の学位を取得。1955年（昭和30年）、58歳でようやく教授となるが、翌1956年（昭和31年）に『源氏物語大成』全8巻（中央公論社）完結の直後に死去した。墓所は多磨霊園。
没後55年にあたる2011年（平成23年）、「池田亀鑑文学碑を守る会」の主催により「池田亀鑑賞」が創設された。

## 事績・評価

### 池田源氏学
明治以降、屈指の業績を誇る源氏学者とされ、「近代源氏学の基礎を築いた最高権威」とも評された。
芳賀矢一がドイツから導入した文献学の方法を日本古典文学研究に応用し、『土佐日記』での紀貫之自筆本再建のプロセスを例として『古典の批判的処置に関する研究』全三巻（岩波書店、1941年2月）でその方法論を確立、さらに翌1942年（昭和17年）10月、十数年の歳月を傾けた畢生の大著『校異源氏物語」全5巻（中央公論社）を完成させる。ついで前著『校異源氏物語』に『索引篇』『解説篇』『資料篇』『図録篇』を増補し、これを1953年から3年かけて『源氏物語大成』全8巻として刊行し、有力伝本内の異文を比較検討して古典作品の原型（祖本本文の様態）を明らかにする、本文批判を軸とした文献学的研究の実践と理論体系化を図った。
1932年（昭和7年)、紫式部学会を藤村作会長とともに創設し、自身は理事長に就任。雑誌『むらさき』『藝苑』（ともに厳松堂書店刊行）の編集なども行う。

#### 桃園文庫と池田本『源氏物語』
研究の過程で形成した古典籍などの約2000点のコレクションは、妻・房子の兄・原田敏明が東海大学図書館長であった1973年（昭和48年）11月、東海大学が一括して購入し、「桃園文庫（とうえんぶんこ）」として管理保管、およびデジタル化されている。
池田のかつての蔵書には、鎌倉時代末期に書かれたとみられる『源氏物語』の写本（通称「池田本」）があり、こちらは天理大学附属天理図書館が所蔵し、影印本を刊行している。

### 教育者として
東京大学で池田が長く国文学科助教授でありながら教授に昇任しなかった事情について、国史学科教授であった坂本太郎が、当時の関係者全員の没後に背景を書き残している。それによると、国文学教授島津久基の死去後、その後任に久松潜一が古参の助教授であった池田を推したが、時枝誠記が「強硬な反対論をとなえ」、池田の提案で教養学部の麻生磯次が後任に招かれたのだという。結局、池田は久松の定年退職によってその後任となるまで教授に昇任できなかった。
兼任で多くの学校に出講している。
- 旧制第一高等学校講師：1927年4月-1928年3月
- 二松学舎専門学校教授：1929年4月-1934年3月
- 大正大学教授：1929年12月-1944年3月
- 神奈川県女子師範学校教授：1930年12月-1932年3月
- 東京女子専門学校（のちの東京女子大学）：1932年4月-1939年3月
- 東京家政学院：1934年4月
- 慶應義塾大学：1936年4月（折口信夫の招きによる）
- 帝国女子専門学校（のちの相模女子大学）：1936年4月-1940年3月
- 津田英学塾：1941年4月-1944年3月
- 早稲田大学講師：1949年4月
- 東洋大学講師：1950年4月
- 立教大学教授：1956年4月
- 修齊女学院講師。年次不明

日本女子専門学校では1946年に兼任教授となり、昭和女子大学へ改組された1949年4月に日本文学科科長、1951年4月に評議員に就いた。

### 小説家として
大正半ばから昭和初期にかけて小説を書いた。昭和2年（1927年）-昭和5年（1930年）には、岩下小葉(後に義兄となる)が編集長を務めた実業之日本社に入社し、『少女の友』『日本少年』『婦人世界』等の雑誌に、池田芙蓉、青山桜洲、村岡筑水、北大路春房、闇野冥火、富士三郎、池村亀一の筆名で、少年少女小説を次々に発表していた時期があった。小説第一作は大正8年（1919年）で、池田亀鑑として「美しく悲しい安養尼のお話」上下を『少女の友』12巻8・9号に発表した。最終連載は東大副手最終年に当たる昭和8年（1933年）、青山桜州名義の「首のない若君」で、『日本少年』の27巻9号（1932年）から28巻11号（1933年）まで掲載された。
代表作は冒険活劇「馬賊の唄」で、池田芙蓉の筆名で『日本少年』20巻（1925年1月号～12月号）と21巻（1926年1月号）、1925年、1926年、以上前編(没後桃源社から刊行)、後篇は池田芙蓉・高畠華宵合作として連載(「日本少年」24巻2月号～12月号、25巻1月号～12月号、1929年、1930年)。

## 小説
- 『馬賊の唄』（「池田芙蓉」名義）桃源社、1975年、明治書院／真珠書院、パール文庫(解説・江藤茂博) 2014年再刊[10]
- 伊藤鉃也編『もっと知りたい池田亀鑑と「源氏物語」』新典社、第３集、2016年

（上原作和編集解説、池田亀鑑著作選／美しく悲しい安養尼のお話上下／嵯峨の月／笄の渡／落城の前／咲けよ白百合）
- 伊藤鉃也編『もっと知りたい池田亀鑑と「源氏物語」』第４集、新典社、2021年

（上原作和編集解説、池田亀鑑著作選／祖国のために／青葉の夕霧城／『馬賊の唄』後篇｣、池田亀鑑小説一覧）

## ラジオ出演
古典文学の啓蒙にも積極的で、開局間もないJOAK（NHK）に、1930年（昭和5年）から大正大学教授としてラジオ出演した。戦後も古典文学講座で『枕草子』『源氏物語』を講じている。
伊藤鉃也編『もっと知りたい池田亀鑑と「源氏物語」』第４集、新典社、2021年
- （上原作和編集解説、池田亀鑑ラジオ出演一覧）
- 池田亀鑑ラジオ音源

## 家族・親族
- 妻・房子（戸籍名・房、1904-1962年4月)‐ 原田官太・トクの娘。日本女子大学家政科卒。[12]　兄は東海大学教授の原田敏明。実業之日本社「少女の友」編集長・岩下小葉（本名・天年、1844-1933年4月24日没・49歳)の妻の実妹。
- 次男：池田研二(1936-2024年) は医用生体工学者。東京大学医学部助手、東海大学開発工学部医用生体工学科教授、埼玉医科大学教授を歴任。
- 弟：池田皓 (あきら、1909-2005年) は漂流民研究家。1937年東京帝国大学国史学科卒。『日本庶民生活史料集成』第5巻「漂流」(三一書房、1968年)、『漂民の記録』(講談社、1969年)など編著書多数[13]。柏日体高等学校校長、女子聖学院短期大学教授を歴任。

## 著作

### 池田亀鑑選集
古典文学研究の集大成として没後『池田亀鑑選集』全5巻（至文堂）が編纂された。
- 物語文学1 1968年
- 物語文学2 1969年
- 日記・和歌文学 1968年
- 随筆文学 1968年
- 古典文学研究の基礎と方法 1968年

## その他の著書

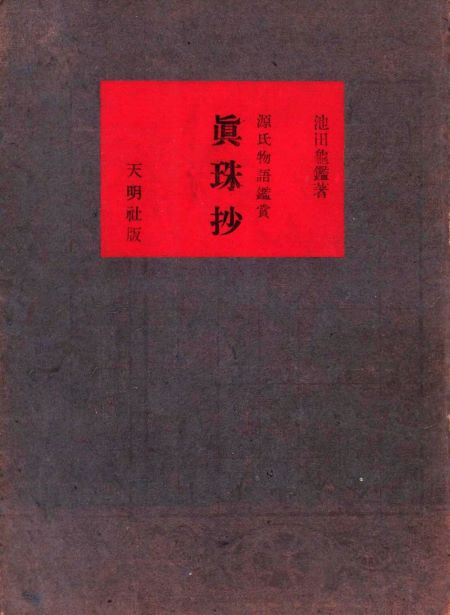
『源氏物語』の一部の原文と現代語解釈を紹介した『眞珠抄』。後記によると、書名は四辻善成『珊瑚秘抄』にちなんだという。

- 『宮廷女流日記文学』東京帝国大学国文学研究室編「国文学研究叢書」第7編、至文堂、1927年
- 『伊勢物語に就きての研究』大岡山書店、1933年
全3巻 上巻 校本篇、下巻 研究篇、附録 伊勢物語版本聚影
- 『国語国文学講座 第2 源氏物語講義』雄山閣、1933年
- 『大和物語解説』尊經閣、1936年
- 『源氏物語展観書解説』冨山房、1937年
- 『前田本今鏡解説』育徳財団、1939年
- 『古典の批判的処置に関する研究』岩波書店、1941年
- 『古典文学論』第一書房、1943年
- 『宮廷と古典文学』光風館、1943年
- 『平安時代文学概説』八雲書店、1944年
- 『花鳥風月誌』斎藤書店、1947年
- 『源氏物語鑑賞 眞珠抄』天明社 天明叢書5、1947年
- 『源氏物語に関する論考』目黒書店、1947年
- 『日本文学教養講座 第6 物語文学』至文堂、1951年
- 『新講源氏物語』上・下巻 至文堂、1951年
- 『新講源氏物語』合本 至文堂、1963年
- 『平安朝の生活と文学』河出書房 市民文庫、1952年、角川文庫、1964年／ちくま文庫(解説・高田祐彦)2012年
- 『日本文学大系 第8巻 物語文学』河出書房、1952年
- 『日本の古典』要書房、1952年
- 『源氏物語読本』要書房、1953年
- 『清少納言』同和春秋社、1954年
- 『古典の読み方』至文堂 学生教養新書、1955年4月／『古典学入門｣』と改題して岩波文庫から1993年再刊(解説・秋山虔)
- 『古典解説シリーズ 14 枕草子』弘文堂、アテネ文庫、1955年
- 『花を折る』中央公論社、1959年
- 『研究枕草子』至文堂、1963年
- 『日本古典入門』講談社学術文庫、1976年

## 校注本
- 『土佐日記』岩波文庫、1930年
- 『紫式部日記』岩波文庫、1930年
- 『枕草子春曙抄』上・中巻岩波文庫、1931年
- 『源氏物語』朝日新聞社 日本古典全書、1949年-1954年
- 『蜻蛉日記』上・下 至文堂、1953-1954年
- 『全講枕草子』上・下 至文堂、1956-1957年
- 『枕草子』岩波文庫、1962年

## 評伝
- 長野甞一「小説家・池田亀鑑（その一、二、三）」『学苑』昭和女子大学光葉会、218・219・221号、1958年5月・6月・8月
- 長野甞一「源氏物語とともに-池田亀鑑の生涯（1-4）」『立教大学日本文学』7-10号、1961年11月-1963年6月、『説話文学論考』 （笠間書院 1980年2月）に再録。
- 長野甞一「池田亀鑑博士の生涯と学業」『古代文化』第20巻第1号、古代学協会、1968年1月
- 池田皓「この道一筋に‐亡兄池田亀鑑を想う‐」『水茎』10号「特集・池田亀鑑」古筆学研究所、1991年3月 pp.44-68
- 秋山虔「池田亀鑑―基礎的研究に終始した厳しい姿勢」『国文学 解釈と鑑賞』57巻8号 1992年8月
- 萩谷朴「歌合巻発見と池田亀鑑先生・その一　その二」『水茎』16・17号 古筆学研究所 1994年3月・10月
- 柳井滋「源氏物語を伝えた人々2　池田亀鑑」『むらさき』紫式部学会 第37輯  2000年12月、のち「池田亀鑑 源氏図書館構想」として『源氏学の巨匠たち－列伝体研究史 紫式部学会創立80周年記念出版』武蔵野書院、2012年12月11日、pp.55-81 ISBN 978-4-8386-0441-8 所収。
- 伊井春樹「昭和の源氏物語研究史を作った十人 三 池田亀鑑」紫式部顕彰会編『源氏物語と紫式部 研究の軌跡 研究史篇』 角川学芸出版 2008年7月、pp.47-61 ISBN 978-4-04-621171-2
- 伊藤鉃也編『もっと知りたい池田亀鑑と「源氏物語」』新典社、第一集､2011年、第二集、2013年、第三集、2016年第四集、2021年。

## 関連人物
- 藤村作
- 山岸徳平
- 松尾聰
- 森本元子
- 萩谷朴
- 石田穣二
- 稲賀敬二
- 小松茂美
- 秋山虔
- 中村義雄
- 大江賢次
- 中城ふみ子